# Domingo Villar Grangel
Domingo Villar Grangel (Santiago de Compostela, 1882 - Bolivia, 1933) fue un abogado, político y escritor español.

## Trayectoria
Hijo de Jose Villar y Vicenta Grangel. Estudió Derecho en la Universidad de Santiago de Compostela. Se instaló en Madrid donde trabajó en el Ministerio de Fomento. Colaboró en Correo de Galicia y Almanaque Gallego y fue un activo conferenciante. Redactó la memoria de constitución de la Compañía General de Ferrocarriles de Galicia, de la que fue consejero. Se casó en Villagarcía de Arosa con Celia Padín Piñeiro en 1911.En la dictadura de Primo de Rivera intervino a favor de José Calvo Sotelo en la campaña municipal y fue nombrado gobernador civil de Cuenca (1924-1925) y de la Provincia de Canarias (1925-1926).
 Después marchó a Bolivia, donde fue catedrático de Derecho Administrativo, y donde murió en 1933.

## Obras
- La emigración gallega, 1901
- Porvenir económico de España, 1903
- Ferrocarriles secundarios de Galicia, 1904
- El problema de los cambios, 1906
- Póliza de préstamos sobre mercancías, 1907
- Un Ministro de Fomento. Don Augusto González Besada, 1909
- Jovellanos y lana reforma agraria, 1912
- Cartas sobre Galicia, 1914
- Estudios de derecho administrativo, 1914